# شانت هرتانتسیان
شانت کاراپتی هرتانتسیان (ارمنی: Շանթ Կարապետի Հերթևցյան؛ زاده ۲۲ مهٔ ۱۹۲۲ - درگذشته ۴ ژوئیهٔ ۱۹۸۵) نقاش اهل ارمنستان بود.

## زندگی‌نامه
وی در ۲۲ مهٔ ۱۹۲۲ در آلکساندراپول در به دنیا آمد و از کالج دولتی هنرهای زیبای پانوس ترلمزیان (۱۹۴۳) و آکادمی دولتی هنرهای زیبای ارمنستان (۱۹۵۰) فارغ‌التحصیل گشت. وی همچنین برنده جوایزی همچون چهره هنری شایسته ارمنستان شوروی و نقاش شایسته ارمنستان شوروی شد. وی در ۴ ژوئیهٔ ۱۹۸۵ در سن ۶۳ سالگی در ایروان درگذشت.